# بيه دورفيه (كيبك)
بيه دورفيه (بالإنجليزية: Baie-D'Urfé)‏ هي بلدة و بلدية محلية في كيبيك تقع في كندا في Montreal Region.[بحاجة لمصدر]  يقدر عدد سكانها بـ 3,850 نسمة ومساحتها 8.00 كم2 .